# Carlo Collicola
Carlo Collicola, né le 1er juin 1682 (ou 31 mai 1682) à Spolète, dans l'actuelle province de Pérouse, en Ombrie, alors dans les États pontificaux et mort le 20 octobre 1730 à Rome, est un cardinal italien du XVIIIe siècle.

## Biographie
Carlo Collicola exerce diverses fonctions au sein de la Curie romaine. Le pape Benoît XIII le crée cardinal in pectore lors du consistoire du 9 décembre 1726. Sa création est publiée le 30 avril 1728. Le cardinal Collicola  participe  au conclave de 1730 lors duquel Clément XII  est élu.

### Sources
- Fiche du cardinal Carlo Collicola sur le site de la Florida International University